# Mistrzostwa Europy w Łucznictwie 2006
19. Mistrzostwa Europy w łucznictwie odbyły się w dniach 13–16 września 2006 w Atenach w Grecji.
Polska wywalczyła 2 medale brązowe w konkurencji łuków klasycznych: Piotr Piątek w konkursie indywidualnym i drużyna pań w składzie Justyna Mospinek, Iwona Marcinkiewicz i Małgorzata Sobieraj-Ćwienczek.

## Medaliści

### Strzelanie z łuku klasycznego
| Konkurencja:           | Złoto:                                                             | Srebro:                                                          | Brąz:                                                                           |
| indywidualnie kobiet   | Almudena Gallardo                                                  | Tatiana Borodaj                                                  | Pia Carmen Lionetti                                                             |
| indywidualnie mężczyzn | Magnus Petersson                                                   | Michael Frankenberg                                              | Piotr Piątek                                                                    |
| drużynowo kobiet       | Wielka Brytania · Alison Williamson · Naomi Folkard · Lana Needham | Ukraina · Tetiana Bereżna · Tetiana Dorochowa · Iulia Lobżenidze | Polska · Justyna Mospinek · Iwona Marcinkiewicz · Małgorzata Sobieraj-Ćwienczek |
| drużynowo mężczyzn     | Białoruś · Anton Prilepau · Mikalai Marusau · Siarhej Witorski     | Hiszpania · Daniel Morillo · Felipe Lopez · Andres Gomez         | Włochy · Michele Frangilli · Ilario Di Buò · Marco Galiazzo                     |

### Strzelanie z łuku bloczkowego
| Konkurencja:           | Złoto:                                                    | Srebro:                                                     | Brąz:                                                       |
| indywidualnie kobiet   | Camilla Soemond                                           | Anne Laurila                                                | Amandine Bouillot                                           |
| indywidualnie mężczyzn | Sebastien Brasseur                                        | Stephane Dardenne                                           | Jose Duo                                                    |
| drużynowo kobiet       | Włochy · Giorgia Solato · Assunta Atorino · Eugenia Salvi | Rosja · Albina Łoginowa · Sofia Gonczarowa · Anna Kazancewa | Francja · Amandine Bouillot · Joanna Chesse · Valerie Fabre |
| drużynowo mężczyzn     | Szwecja · Anders Malm · Morgan Lundin · Magnus Carlsson   | Chorwacja · Goran Villi · Dario Gregec · Darko Uidl         | Niemcy · Paul Titscher · Stefan Griem · Thomas Hasenfuss    |

## Klasyfikacja medalowa
| Lp. | Państwo         | Złoto | Srebro | Brąz | Razem |
| 1.  | Szwecja         | 2     | 0      | 0    | 2     |
| 2.  | Francja         | 1     | 1      | 2    | 4     |
| 3.  | Hiszpania       | 1     | 1      | 1    | 3     |
| 4.  | Włochy          | 1     | 0      | 2    | 3     |
| 5.  | Białoruś        | 1     | 0      | 0    | 1     |
| 5.  | Dania           | 1     | 0      | 0    | 1     |
| 5.  | Wielka Brytania | 1     | 0      | 0    | 1     |
| 8.  | Rosja           | 0     | 2      | 0    | 2     |
| 9.  | Niemcy          | 0     | 1      | 1    | 2     |
| 10. | Chorwacja       | 0     | 1      | 0    | 1     |
| 10. | Finlandia       | 0     | 1      | 0    | 1     |
| 10. | Ukraina         | 0     | 1      | 0    | 1     |
| 13. | Polska          | 0     | 0      | 2    | 2     |